# Samtgemeinde Amelinghausen
In der Samtgemeinde Amelinghausen im niedersächsischen Landkreis Lüneburg haben sich fünf Gemeinden zur Erledigung ihrer Verwaltungsgeschäfte zusammengeschlossen.

## Geographie
Die Samtgemeinde Amelinghausen liegt im Gebiet des Naturparks Lüneburger Heide auf durchschnittlich 70 m ü. NN. Es handelt sich hierbei um ein eher dünn besiedeltes, ländliches Gebiet. Neben dem Hauptort Amelinghausen befinden sich noch 20 weitere Dörfer in der Samtgemeinde. Die Samtgemeinde befindet sich im gedachten Dreieck zwischen Hamburg, Lüneburg und Hannover im südwestlichen Teil des Landkreises Lüneburg. Die Samtgemeinde Amelinghausen, der gesamte Landkreis Lüneburg und umliegende Landkreise gehören zum Großraum der Metropolregion Hamburg. Das nächstgelegene Oberzentrum ist die Stadt Lüneburg (ca. 71.000 Einwohner) in ca. 20 km Entfernung. Weitere Mittelzentren in der Umgebung des Grundzentrums Amelinghausen: Buchholz in der Nordheide, Munster, Soltau, Uelzen und Winsen/Luhe.

### Samtgemeindegliederung
- Amelinghausen

Ortsteile sind Amelinghausen, Dehnsen und Etzen. Fläche 27,35 km², Einwohner 3767 (Stand 2024).
- Betzendorf

Ortsteile sind Betzendorf, Drögennindorf, Glüsingen und Tellmer. Fläche 32,90 km², Einwohner 1094 (Stand 2024).
- Oldendorf (Luhe)

Ortsteile sind Oldendorf/Luhe, Marxen am Berge, Wetzen, Wohlenbüttel. Fläche 32,69 km², Einwohner 930 (Stand 2024).
- Rehlingen

Ortsteile sind Bockum, Diersbüttel, Ehlbeck, Rehlingen und Rehrhof. Fläche 66,25 km², Einwohner 695 (Stand 2024).
- Soderstorf

Ortsteile sind Raven, Rolfsen, Schwindebeck, Soderstorf und Thansen. Fläche 36,05 km², Einwohner 1448 (Stand 2024).

### Geologie
Die Lüneburger Heide ist das größte geschlossene Geestgebiet Nordwestdeutschlands. Als Geest wird das höher gelegene, sandige Gebiet des norddeutschen Tieflandes bezeichnet. Hier sind oberflächennahe Schichten fast ausschließlich aus Ablagerungen des Eiszeitalters (Quartär) aufgebaut. Die Landschaft der Samtgemeinde Amelinghausen entstand wie die gesamte Lüneburger Heide, vorwiegend während des Eiszeitalters (Quartär). Das Bild ist geprägt von flachen Ebenen aus Grundmoränenmaterial und von hügeligen Endmoränenzügen. Die Saale-Kaltzeit brachte noch einmal Veränderungen durch Inlandeisflächen, Gletscher-Verschiebungen traten jedoch nicht mehr auf.
Die Samtgemeinde Amelinghausen liegt in einer Beckenlandschaft, die zum Teil das Ende einer großen Endmoräne bildet. Dieser Umstand sorgt dafür, dass in dieser Gegend Erhöhungen und Niederungen zu finden sind, die mit bis zu 80 m Höhenunterschied in der Lüneburger Heide eine Seltenheit sind. In der Gegend um Amelinghausen herum haben sich zudem die vergleichsweise besseren Böden der Lüneburger Heide gehalten. Auf diesen Böden sind Ackerbau und Besiedlung problemlos möglich. Die kargen, steinhaltigen Böden, auf denen die Heideflächen entstanden sind, liegen verstreut in der Samtgemeinde, bilden aber flächenmäßig einen eher kleinen Bestandteil.

### Gewässer
An den Ort Amelinghausen angrenzend liegt am Oberlauf der Lopau der Lopausee. Dieser künstlich aufgestaute See hat eine Fläche von ca. 12 ha und ist ein beliebtes Ausflugsziel in der Lüneburger Heide. Er wurde in den 70er Jahren im Rahmen von Projekten zur Landschaftspflege und -verschönerung angelegt. Um ihn herum befindet sich ein landschaftsgetreuer Erholungspark, der „Lopaupark“.
Die Lopau (Fluss) durchzieht die Gemeinde Rehlingen im Osten der Samtgemeinde und mündet bei Oldendorf in die Luhe. Beide Flüsse gehören zum Flusssystem Elbe. Fische sind ebenfalls in beiden Gewässern zu finden und die Luhe wird außerdem für Freizeitaktivitäten wie Kanu fahren genutzt.
Das Flusssystem ist höchstwahrscheinlich in der Weichsel-Eiszeit entstanden, als Resultat des abfließenden Schmelzwassers. Lopau und Luhe werden vom Höhenzug „Haselhop“ getrennt, der sich unter anderem durch den Ort Amelinghausen zieht.
Weitere Bäche und kleine Flüsse in der Samtgemeinde Amelinghausen: Ehlbeck.

## Geschichte

### Namensgebung
Der Goh Amelinghausen befand sich vermutlich im Besitz des Verdener Bischofs Amelung, einem Bruder Hermann Billungs. Auf den Namen Amelung ist höchstwahrscheinlich auch der Name Amelinghausen zurückzuführen. Eine weitere Vermutung ist, dass der Bischof Amelung ein Haus, wahrscheinlicher jedoch ein Kloster in Amelinghausen besaß. Hierzu existieren jedoch keine urkundlichen Schriftstücke. Eine andere Theorie besagt, dass Amelinghausen ein Etappenziel auf des Bischofs Reisen von Lüneburg nach Verden war. Zudem könnte sich der Bischof Amelinghausen zum Verwaltungsmittelpunkt seiner Güter im Bardengau gemacht haben.
So entstand die Namensgebung für den Ort Amelinghausen, der heute den Sitz der Verwaltung der Samtgemeinde darstellt. So hat die Samtgemeinde den Namen Amelinghausen übernommen.

### Besiedlung
Die ersten Spuren von Menschen in der Lüneburger Heide sind um ca. 15.000 v. Chr. nachgewiesen. Sie waren herumstreifende Jäger und Sammler, die den Rentierherden folgten.
Im Jahre 4000 v. Chr. entwickelte sich die allmähliche Sesshaftigkeit der jüngeren Steinzeit der Jäger und Sammler auch in der Lüneburger Heide. Dies begründete sich, wie auch anderorts, durch die Einführung von Getreidesorten aus dem vorderasiatischen Raum nach Mitteleuropa. In dieser Zeit entstanden einige Gräber der Totenstatt Oldendorf. Zu besichtigen sind die archäologischen Funde aus der Totenstatt im Archäologischen Museum Oldendorf.

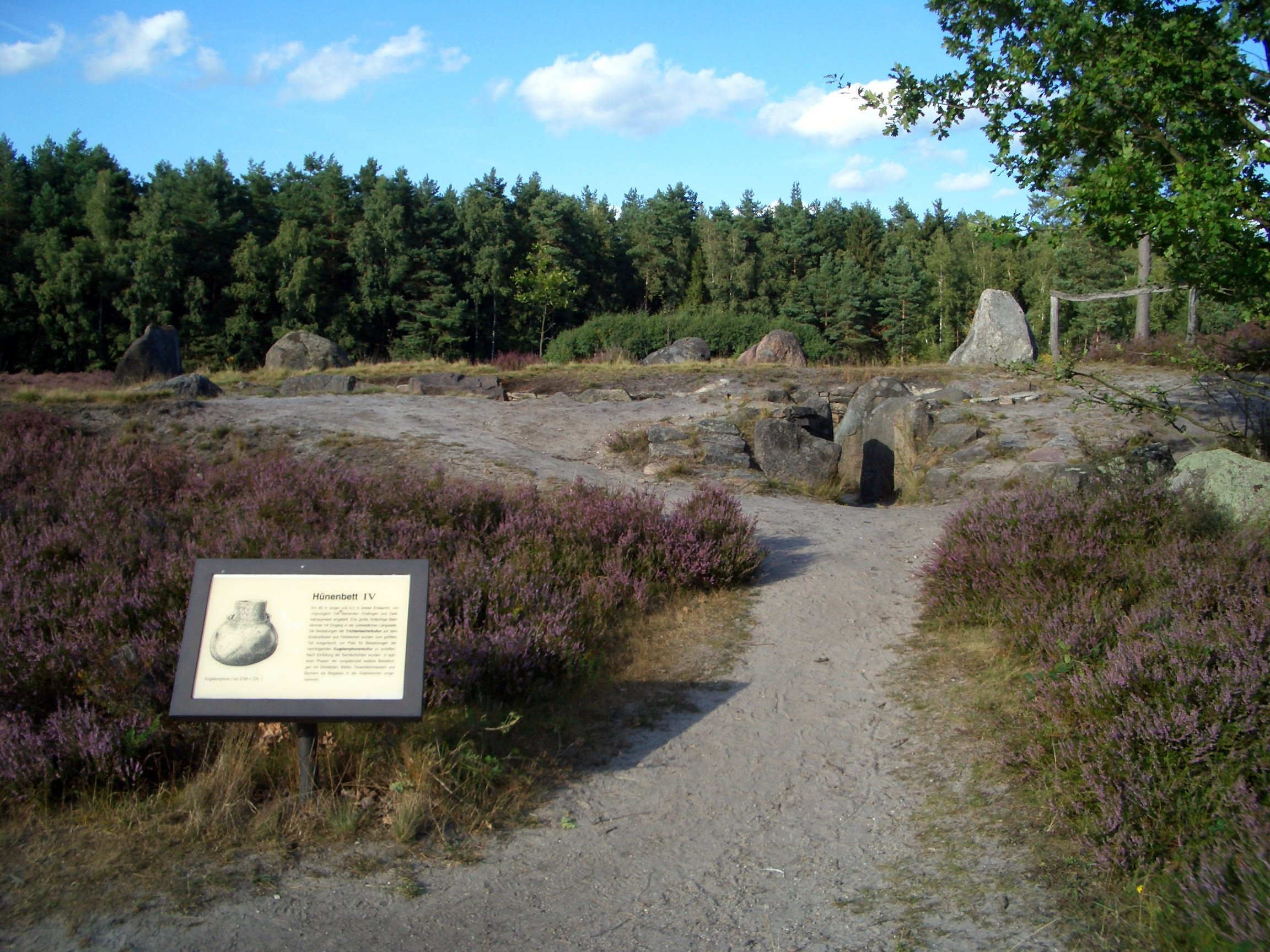
Die Oldendorfer Totenstatt zur Heideblüte

Im Jahre 3500 bis 3000 v. Chr. begann der Ackerbau. Hier vollzog sich der Übergang des Jägers und Sammlers zum ackerbau-betreibenden Bewohner der Heide. Die neue Sesshaftigkeit begründet auch die besondere Gestaltung des Totenkultes, die man noch heute in der Oldendorfer Totenstatt und vielen anderen Nekropolen der Samtgemeinde Amelinghausen betrachten kann. Die dort lebenden Menschen gehörten zu den Bandkeramikern.
Zwischen 2000 und 1800 v. Chr. brachten die Becher und Streitaxtleute Pferde als Haustiere mit. Sie führten auch die Viehzucht ein und beweideten die Eichen- und Birkenwälder im Bereich der heutigen Samtgemeinde und auch darüber hinaus. Insgesamt wurde eine ununterbrochene Besiedlung auf dem Gebiet der Lüneburger Heide von der jüngeren Bronzezeit (1100–800 v. Chr.), der frühen Eisenzeit (600 v. Chr.), der vorrömischen Eisenzeit (600 v. Chr.) bis zur Völkerwanderungszeit (2.–6. Jh. n. Chr.) festgestellt.

### Frühgeschichte und Mittelalter
Aus der Völkerwanderungszeit sind die ersten schriftlichen Überlieferungen über ein Volk erhalten, das in der Lüneburger Heide lebte und zu den Langobarden gehörte. Diese wanderten im 4. Jahrhundert weiter nach Süden.
Vorerst übernahmen nun die Sachsen die politische Führung über die Germanenstämme der Römerzeit und bildeten eine lockere Einheit. Die zurückgebliebenen Langobarden wurden in das Bündnis eingeschlossen. Die dadurch erfolgte Gaueinteilung gab der Lüneburger Heide und auch Amelinghausen den Namen Bardengau.
Amelinghausen und Umgebung ist vermutlich schon seit der Jungsteinzeit besiedelt. Vorerst gab es Einzelhöfe, in der Bronzezeit vermutlich schon kleine Dörfer.
Die erste urkundliche Erwähnung des Dorfes Amelinghausen ist allerdings erst von 1293. Ein vollständiges Geschichtsbild Amelinghausens während des Mittelalters ist leider nicht vorhanden, es existieren nur einige Urkunden über diese Zeit, die einzelne Geschehnisse dokumentieren.
Insbesondere Mittelalterliche Fehden im flachen Land der Heideregion fanden Erwähnung in den Überlieferungen aus der Region.

### Hexenverbrennung
Ein eher unrühmliches Ereignis fand in den Jahren 1611 bis 1614 statt. In diesen Jahren wurden vom Amt Winsen 30 Frauen der Hexerei angeklagt und verurteilt, darunter auch die Schwestern Anneke und Barbara Stehr aus Amelinghausen. Beide Schwestern wurden gefoltert und danach lebendig verbrannt.

### Neuzeit
Der Dreißigjährige Krieg (1618–1648) brachte auch nach Amelinghausen Elend und Zerstörung. Die Dänen besetzten die Lüneburger Heide und errichteten überall ihre Quartiere. 1627 breitete sich die Pest aus und dezimierte auch die Bevölkerungszahlen in Amelinghausen.
Während des Siebenjährigen Krieges (1756–1763) musste Amelinghausen, wie andere Dörfer, Fuhren von Lebensmitteln nach Soltau und in andere Städte leisten.
Zu Zeiten Napoleons (ca. 1803–1813) geriet die Lüneburger Heide wieder unter französische Besatzung und somit auch Amelinghausen. Neben der Abgabe von Naturalien, diente Amelinghausen verstärkt als Einquartierungslager.

### Der große Brand von 1818
Eine große Katastrophe erlebte die Ortschaft Amelinghausen am 7. Juni 1818, als ein vorerst harmlos aussehender Brand den gesamten alten Teil des Dorfes vernichtete. Zuerst sah es so aus, als wäre während einer Dürreperiode nur ein Haus in Brand geraten. Doch kaum hatten sich die Bewohner Amelinghausens beruhigt, ging ein weiteres Haus in Flammen auf und steckte die eng zusammen stehenden anderen Hofstellen mit an. Vermutlich wurde dieser zweite, überraschende, Brand durch Funkenflug des ersten Brandes ausgelöst.
Vor dem Brand hatten die Hofstellen mit ihren Heidezäunen sehr nah beieinander gestanden. Nach der Katastrophe wurden die Hofplätze neu verteilt und nur das Pfarrhaus und das Küsterhaus wurden wieder auf ihren alten Plätzen aufgebaut.

### Der Erste und der Zweite Weltkrieg
Der Erste Weltkrieg machte sich in der Region Amelinghausen durch den Zuzug von Flüchtlingen von Ostpreußen, den gefallenen Soldaten, die aus Amelinghausen stammten und den Kriegsgefangenen, die in der Landwirtschaft arbeiten mussten, bemerkbar.
Umso länger der Krieg dauerte, umso knapper wurden die Lebensmittel auch im ländlichen Amelinghausen und den umliegenden Dörfern. Kupfer musste abgegeben werden. Das ging so weit, dass auch die Kirchenglocken der Freikirche Sottorf/ Amelinghausen abgegeben werden mussten. Nach dem Krieg wurde ein Gedenkstein vor der Hippolit Kirche für die Gefallenen aus der Samtgemeinde aufgestellt, der noch heute weithin sichtbar ist.
Während des Zweiten Weltkrieges war die Aufgabe der Verwaltung die Verteilung von Lebensmitteln und anderen Gütern und beispielsweise die Durchführung von Luftschutzmaßnahmen.
Im Jahr 1942 fand ein Bombenangriff auch auf Amelinghausen statt. Bei dem Angriff entstanden mehrere Waldbrände, durch die Häuser und Scheunen zerstört wurden. In der Nachkriegszeit war die Hauptaufgabe der Gemeindeverwaltung sich um die Aufnahme und Eingliederung der Flüchtlinge, Währungsreformen, Ernährungssicherstellung und um den Aufbau des Siedlungswesens zu kümmern.

## Bevölkerung
Die 21 Ortschaften verteilen sich über 194 Quadratkilometer und beherbergen insgesamt etwas mehr als 8100 Einwohner. Dies entspricht einer Einwohnerdichte von etwa 42 Einwohnern pro Quadratkilometer. Von noch 5.547 Einwohnern im Jahr 1970 stieg die Zahl auf 7499 im Jahr 1997 (Anstieg um 49 %) und seitdem um weitere 11 % auf den heutigen Stand. 18 % der Bevölkerung in der Samtgemeinde Amelinghausen gehören zu den 0- bis 15-Jährigen, 58 % sind zwischen 15 und 60 Jahre alt und 24 % bilden die Gruppe der über 60-Jährigen (Stand 2007).

## Bildung

### Geschichtliche Entwicklung des Schulwesens
Während des Mittelalters beschränkte sich das Schulwesen auf den Adel und einige wenige Bürgerschulen in den Städten.
Es ist nicht bekannt, wann die erste Schule in Amelinghausen entstand. Anfänglich unterrichtete der Pfarrer auf dem Pfarrhof die Kinder, die wegen der Landwirtschaft nur an Sonn- und Feiertagen am Schulunterricht teilnehmen konnten.
1614 wurde die Lehrtätigkeit auf den Beruf des Küsters übertragen, um eine regelmäßige Durchführung des Unterrichts möglich zu machen. Die Dannenberger Schulordnung von 1687, die 1692 im gesamten Fürstentum Lüneburg verbindlich wurde, sorgte für die Einführung der Schulpflicht ab 6 Jahren bis zur Konfirmation.
Dennoch gingen sicher viele Kinder aus Amelinghausen nicht in die Schule, weil ihre Eltern sie, wie es zur damaligen Zeit durchaus üblich war, als Arbeitskraft brauchten. Diese Schulsituation änderte sich wahrscheinlich im 18. Jahrhundert zum Positiven, weil in dieser Zeit auch in den Orten Rehlingen, Ehlbeck und Oldendorf eigene Schulen entstanden. Kinder aus den Nachbarorten von Amelinghausen hatten nicht mehr den langen Fußweg.
Bereits im 19. Jahrhundert erhöhte sich der Einfluss des Staates auf die Schulbildung. Dadurch konnten Lehrkräfte besser ausgebildet werden und die Lerninhalte in den Schulen wurden umfangreicher. Es entstanden erste didaktische Modelle in der Geschichte der Lehre. Diese Veränderungen erreichten auch Amelinghausen und seine Nachbarorte.

### Das Schulwesen im 20. Jahrhundert
Der Lehrberuf wurde Ende des 19. Jahrhunderts zunehmend auch von Frauen ausgeübt. In Amelinghausen wurde schon 1892 die erste weibliche Lehrkraft eingestellt.
Am 1. April 1908 wurde der erste Schulverband von Amelinghausen gegründet. Die Aufgabe des Verbandes war die Regelung sämtlicher Belange, welche die örtliche Schule betrafen. Der Erste Weltkrieg und die Zeit danach brachten weitere Änderungen. Ab 1919 wurde die bisherige dreiklassige in eine vierklassige Schule umgewandelt und eine dritte Lehrkraft wurde eingestellt. Insgesamt fanden also Erweiterungen des Unterrichts statt.

### Das Schulwesen im und nach dem Zweiten Weltkrieg
Im Jahr 1933 wurde die Erziehung in der Schule in die nationalistischen Bahnen gelenkt. Die Erziehung der Jugend spielte in der NSDAP eine große Rolle, die Unterrichtsinhalte wurden mit nationalsozialistischen Inhalten verknüpft. 1941 erfolgte die endgültige Trennung von Schule und Kirche.
In der Nachkriegszeit stabilisierte sich das Schulwesen nur langsam. Es gab große Wissenslücken bei den Schülern, Raummangel und zu wenig Lehrer. Zunächst unterlag auch in Amelinghausen der Schulunterricht der britischen Militärregierung. In der Phase des Wiederaufbaus nahm das Schulwesen jedoch einen wichtigen Platz ein. Es wurden Mittelpunktschulen gegründet, von denen auch eine in Amelinghausen entstand. Später wurde diese Mittelpunktschule in eine Hauptschule umgewandelt. Im Jahr 1983 wird diese Grund- und Hauptschule zu einer reinen Grundschule.

### Das Schulwesen in Amelinghausen heute
Heute bietet die Samtgemeinde Amelinghausen sechs Kindergärten, eine aktive Jugendpflege und Tagesbetreuung für die Kinder der Samtgemeinde an. Weiterhin gibt es in der Samtgemeinde drei Grundschulen, die in Amelinghausen, Betzendorf und Soderstorf zu finden sind. Ferner gibt es Außenstellen der Grund- und Hauptschule Embsen sowie der Geschwister-Scholl-Realschule. Der Besuch eines Gymnasiums ist in Lüneburg möglich. Die Busverbindungen in die Hansestadt sind gut ausgebaut, die Kinder können problemlos auf weiterführende Schulen in Embsen, Oedeme oder Lüneburg gehen.

## Kultur und Veranstaltungen

### Das Heideblütenfest
Eines der größten Feste der Region des Naturparks Lüneburger Heide ist das Heideblütenfest in Amelinghausen. Das alljährlich Mitte August stattfindende Fest hat sich im Laufe seiner über 60-jährigen Geschichte vermutlich zum größten Volksfest im Landkreis Lüneburg entwickelt. Das umfangreiche Festprogramm mit vielfältigen Veranstaltungen dauert über eine Woche.
Die Eröffnungsveranstaltung am Lopausee, der „See brennt“ findet immer am zweiten Samstag im August statt. Neben einem beeindruckenden Höhen-Brillant-Feuerwerk zum Ende der Veranstaltung und einer Wasserorgel auf dem See, gibt es verschiedene Musik- und Tanzdarbietungen. Einer der Höhepunkte des Abends ist Norddeutschlands größte Freiluft-Lasershow über dem See.
Während des Heideblütenfestes sind beide Sonntage, der zweite und der dritte Sonntag im August, verkaufsoffene Sonntage. Die Geschäfte in Amelinghausen bieten interessante Aktionen an und eine Spiel& Spaßmeile für Kinder. Im Laufe der Woche folgen weitere kulturelle Veranstaltungen der örtlichen Vereine, die überwiegend in den Abendstunden stattfinden. Besonders bekannt ist der Donnerstag mit der berühmten Heidebockwahl.
Der dritte Sonntag im August widmet sich der traditionell gewählten Heidekönigin. Neben der Wahlveranstaltung auf dem Kronsberg findet ein Festumzug durch den Ort Amelinghausen zu Ehren der neuen Königin statt.

## Wirtschaft und Infrastruktur

### Infrastruktur
Die Samtgemeinde Amelinghausen verfügt über eine, für die Größe der Samtgemeinde, große Zahl an öffentlichen Einrichtungen. Das Angebot sonstiger infrastruktureller Einrichtungen wie Ärzte, Einkaufsmöglichkeiten, Sportvereine etc. ist trotz der ländlichen Lage ebenfalls umfangreich. Im Folgenden sind einige der Einrichtungen aufgelistet:
Öffentliche Einrichtungen
- Kindergärten
  - Kindergarten der Gemeinde Amelinghausen
  - Waldkindergarten Amelinghausen
  - Kindergarten der Gemeinde Betzendorf
  - Kindergarten der Gemeinde Oldendorf/Luhe
  - Kinderspielkreis der Gemeinde Rehlingen
  - Bewegungskindergarten der Gemeinde Soderstorf

- Bildungseinrichtungen
  - Grundschulen: in den Gemeinden Amelinghausen, Betzendorf und Soderstorf
  - Hauptschule: Außenstelle der Hauptschule Embsen in Amelinghausen
  - Realschule: Außenstelle der Geschwister-Scholl-Realschule Embsen in Amelinghausen

- Sonstige Bildungseinrichtungen
  - Außenstelle der Volkshochschule Lüneburg
  - Außenstelle der Musikschule Lüneburg

- Jugendzentren
  - Butze (Amelinghausen)
  - Stups (Soderstorf)

Jeweils mit umfassenden Angeboten offener Kinder- und Jugendarbeit, Nachmittagsbetreuung von Schülern, Ferienbetreuung u. a.
- Sozialraumbüro in Amelinghausen

Beratungs- und Gemeinschaftshaus als Anlauf-, Vermittlungs- und Beratungsstelle für alle Lebenslagen und -situationen.
Private oder teilöffentliche Einrichtungen
- Senioreneinrichtungen
  - Zwei Wohn- und Pflegeeinrichtungen
  - Ambulante Hauskrankenpflege

- Gesundheitswesen/-einrichtungen
  - 3 Ärzte der Allgemeinmedizin
  - 3 Ärzte der Zahnmedizin
  - 2 Ergotherapeutische Praxen
  - 1 Apotheke
  - 2 Ärzte der Tiermedizin

- Kirchengemeinden
  - Ev.-luth. Kirchengemeinden Amelinghausen, Betzendorf und Raven
  - Selbständige Ev.-luth. Kirche
  - Katholische Kirchengemeinde

- Vereinsübersicht
  - Tanz- und Musikvereine / Gruppen (über 20)
  - Sportvereine (über 15)
  - Soziale Vereine / Verbände (über 20)
  - Kultur und Heimatvereine (über 10)
  - Schützenvereine (5)
  - Faslamsvereine (5)

### Verkehr
Zu den Autobahnen 7 und 39 sind es jeweils etwa 15 Fahrminuten. Hamburg City ist in 30 Autominuten zu erreichen.
Über die Bundesstraße 209 ist nach ca. 20 km die Stadt Lüneburg erreicht. Hier fährt auch der Öffentliche Personennahverkehr, der an das Netz des Hamburger Verkehrsverbundes angeschlossen ist.
Eisenbahn
Durch die Samtgemeinde Amelinghausen führt die Bahnstrecke von Lüneburg nach Soltau. Es handelt sich hierbei um eine Bahnstrecke der Osthannoverschen Eisenbahn, die im Jahr 1913 eröffnet wurde.
Der Bedarf auf dieser Strecke war eher beim Gütertransport angesiedelt, es fuhren von Beginn an jedoch auch Personenzüge. Besonders während des Zweiten Weltkriegs hatte der Personenverkehr auf dieser Bahnstrecke eine besondere Bedeutung. Nach dem Krieg nahm der Bedarf jedoch immer mehr ab und im Jahr 1975 wurde der Personenverkehr aus Richtung Soltau und 1977 auch aus Richtung Lüneburg schließlich komplett eingestellt. Heute fährt der Heide-Express als touristische Attraktion von Lüneburg bis Amelinghausen/Sottorf und zurück. Für diese Sonderfahrten werden historische Eisenbahnfahrzeuge eingesetzt und erfreuen sich großer Beliebtheit unter den Heide-Besuchern.

## Politik
Die Samtgemeinde Amelinghausen gehört zum Landtagswahlkreis 49 Lüneburg und zum Bundestagswahlkreis 38 Lüchow-Dannenberg – Lüneburg.

### Samtgemeinderat
Der Samtgemeinderat Amelinghausen besteht aus 22 Ratsfrauen und Ratsherren. Dies ist die festgelegte Anzahl für eine Gemeinde mit einer Einwohnerzahl zwischen 8.001 und 9.000 Einwohnern. Die Ratsmitglieder werden durch eine Kommunalwahl für jeweils fünf Jahre gewählt. Neben den 22 in der Samtgemeindewahl gewählten Mitgliedern ist außerdem der hauptamtliche Samtgemeindebürgermeister im Rat stimmberechtigt.
Aus dem Ergebnis der Kommunalwahl 2021 ergab sich folgende Sitzverteilung:
| Samtgemeinderat 2021Insgesamt 22 Sitze - SPD: 6 - Grüne: 4 - UWG: 4 - WGZ: 1 - FDP: 1 - CDU: 5 - AfD: 1 |

Vorherige Sitzverteilungen:
| Wahljahr | CDU | SPD | Grüne | UWG | FDP | Einzelbewerber | Gesamt |
| 2011     | 7   | 6   | 4     | 3   | 1   | 1              | 22     |

### Samtgemeindebürgermeister
Bei der Wahl vom 11. September 2016 wurde Claudia Kalisch mit 65,1 Prozent zum 1. November 2016 als Samtgemeindebürgermeisterin gewählt. Sie kandidierte unabhängig mit einer breiten Unterstützung aus UWG, FDP, SPD, WGZ und den Grünen. Bei den Kommunalwahlen in Niedersachsen 2021 wurde sie zur Oberbürgermeisterin von Lüneburg gewählt. Ihr Nachfolger als Samtgemeindebürgermeister in Christoph Palesch.
Bisherige Amtsinhaber
- bis 2016: Helmut Völker
- 2016–2021: Claudia Kalisch (Bündnis 90/Die Grünen)
- seit 2021: Christoph Palesch (SPD)

### Wappen
| | Blasonierung: „Das Wappen der Samtgemeinde Amelinghausen zeigt im Schild in Weiß und Magenta: 1. Im mittleren Hauptstück eine nach vorne gerichtete Heidschnucke sowie vier Wellenbalken 2. Im Schildhaupt fünf Eichenblätter hängend an einem gemeinsamen Zweig 3. Im Schildfuß 21 Baumwurzeln“ |
| Wappenbegründung: Das Wappen zeigt eine nach vorne gerichtete Heidschnucke, die für die ländliche Idylle und die Region der Lüneburger Heide in der Samtgemeinde steht. Die vier Wellenbalken symbolisieren die vier Flüsse Luhe, Lopau, Ehlbeck und Schwinde die durch das Gebiet fließen und eine wichtige Rolle in der Region spielen. Im Schildhaupt sind fünf Eichenblätter zu sehen, die an einem gemeinsamen Zweig hängen. Diese sollen die fünf Mitgliedsgemeinden Amelinghausen, Betzendorf, Oldendorf/Luhe, Rehlingen und Soderstorf symbolisieren. Diese stehen für Beständigkeit, Stärke und Naturverbundenheit. Im Schildfuß sind 21 Baumwurzeln abgebildet, die unsere 21 Ortsteile darstellen sollen und das Wachstum und die Verbundenheit der Bewohner mit ihrer Heimat symbolisieren. | |

## Persönlichkeiten
- Detlev Schulz-Hendel (* 1962), MdL (Bündnis 90/Die Grünen Niedersachsen)
- Stephan Bothe, Politiker der AfD, lebt hier.[11]
- Jenny Elvers, Schauspielerin, geboren in Amelinghausen[12]